# أليكس وايتمور
أليكس وايتمور (بالإنجليزية: Alex Whitmore)‏ هو لاعب كرة قدم بريطاني في مركز الدفاع، ولد في 7 سبتمبر 1995 في نيوكاسل أبون تاين في المملكة المتحدة. لعب مع غريمسبي تاون ونادي تشيسترفيلد.

## وصلات خارجية
- أليكس وايتمور على موقع قاعدة بيانات كرة القدم.إي يو (الإنجليزية)
- أليكس وايتمور على موقع Soccerbase.com (لاعب) (الإنجليزية)
- أليكس وايتمور على موقع Soccerway.com (الإنجليزية)